# Informations-Kommunikations-Technologie und Cybersicherheitszentrum

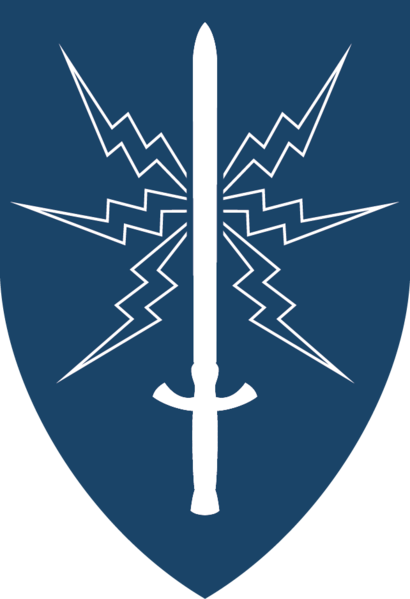
Das Zugehörigkeitsabzeichen des IKT und Cybersicherheitszentrums

Das IKT und Cybersicherheitszentrum (IKT&CySihZ) gehört zu den Cyber-Kräften des Österreichischen Bundesheeres und ist der Direktion 6 – IKT & Cyber im Generalstab zugeordnet. Es ist in der Stiftskaserne General Spannocchi in Wien untergebracht. Insgesamt verfügt das IKT&CySihZ über zwölf Dienststellen in sieben Bundesländern.

## Die Domäne Cyber
Das IKT&CySihZ ist der Hauptträger der Cyber-Kräfte des Österreichischen Bundesheeres für die Fähigkeitsbereiche
- Informations- und Kommunikationstechnik (IKT),
- Cyber-Verteidigung (inklusive IKT-Sicherheit) und Elektronische Kampfführung (EloKa),
- Militärisches Geowesen

im Einsatz-, Übungs- und Friedensbetrieb.
Die Cyber-Kräfte haben sich auf die konventionellen wie auch die neuen Bedrohungen aus dem Cyber- und Informationsraum wie auch auf Hybride Bedrohungsformen im Einsatz und im Normbetrieb auszurichten. Mit diesem Leistungsportfolio wird die Führungsfähigkeit und die Informationsüberlegenheit für das Bundesheer gewährleistet. Die Überwachung im Cyber-Raum mit passiven (Technische Systeme) und aktiven (Experten, Rapid Response Teams (RRT), MilCERT etc.) Mitteln ist eine Daueraufgabe der Cyber-Kräfte. Sie ist grundsätzlich ähnlich der militärischen Luftraumüberwachung „rund um die Uhr“ (24/7) sicherzustellen.

## Fähigkeitsbereiche

### Informations- und Kommunikationstechnik
Das IKT&CySihZ ist im Wesentlichen für alle technischen IKT-Lösungen (Hardware- und Softwarebereich, Kommunikationsbereich) im Bundesheer zuständig. Das umfasst
- Beitragsleistungen bei den entsprechenden Beschaffungsvorgängen
- Abnahme und Güteprüfung
- notwendige Sicherheitsaudits
- Teststellungen
- Implementierung und Produktivstellung

Für unterschiedliche Sicherheitsanforderungen werden die erforderlichen Sicherheitslayer und Sicherheitsplattformen, unter Abwägung der „Benutzerfreundlichkeit versus Informationssicherheit“, bereitgestellt.
Im Betrieb werden alle IKT-Leistungen in systemkritischen oder einsatzrelevanten Bereichen nach dem 24/7-Prinzip und für alle weiteren IKT-Services mit klar definierten „Service Level Agreements“ (SLA) betrieben. Diese SLAs regeln die jeweilige Unterstützungsdimension für alle IKT-Services.
Der „First level support“ stellt eine kundenorientierte Erstlösungskapazität durch die „Betriebsführung und Benutzerbetreuung“ sicher. Der „Second level support“ wird durch den jeweils zuständigen IKT-Technikbereich oder Vertragsfirmen bereitgestellt.

### Cyber-Verteidigung und Elektronische Kampfführung
Für die militärische Cyber-Verteidigung (Cyber Defence) des ÖBH und die Cyber-Sicherheit (Cyber Security) der IKT-Landschaft des Verteidigungsressorts (als definierte Kritische Infrastruktur des BMLV) sind die Cyber-Kräfte zuständig. Der Kern dieser Kräfte wird durch die Experten des „Militärischen Cyber-Zentrums“ (MilCyZ) gebildet.
Für die gesamte IKT-Sicherheitslandschaft im Österreichischen Bundesheer werden folgende Leistungen bereitgestellt:
- Cyber-Risikomanagement
- IT-Service-Management (ITSM)
- Schutz der Informationen und militärischen IKT-Systeme mit einem Zentralen Security Operations Center (SOC)
- Bereitstellung des militärischen „Operativen Cyber-Lagebildes“
- Bereitstellung und Einsatz von Cyber-Verteidigungssystemen im IKT- und EloKa-Umfeld
- Cyber Security Operations Services

Das MilCyZ stellt anlassbezogen, neben seiner zugeordneten Aufgabenwahrnehmung, das „Military Computer Emergency Readiness Team“ (MilCERT), sowie auch sogenannte „Rapid Response Teams“ (RRT) für etwaige Einsätze in und außerhalb Österreichs.
Bei außergewöhnlichen Anlässen oder besonders umfangreichen Cyber-Attacken auf „Kritische Infrastrukturen“ oder gesamtstaatliche bedeutende Einrichtungen, werden diese hochspezialisierten Kräfte auch im Rahmen von Amtshilfen oder Assistenzeinsätze von anderen öffentlichen Behörden angefordert und eingesetzt.
Das IKT&CySihZ ist auch Unterstützungszentrum für die „Elektronische Kampfführung“ (EloKa) und verfügt in diesem Hochsicherheitsfähigkeitsbereich über national und international anerkanntes Fachpersonal und Fähigkeiten.

### Militärisches Geowesen
Durch die fortschreitende Digitalisierung der Streitkräfte besteht ein enger Zusammenhang zwischen dem IKT- bzw. EloKa-Bereich mit dem Militärischen Geo-Bereich – dieser wird weiter ausgebaut.
Im Institut für Militärisches Geowesen (IMG) werden sowohl in analoger, wie auch in digitaler Form bereitgestellt:
- Kartenwerke für
  - Österreich
  - Europa und
  - weltweite Einsatzmissionen

mit verschiedensten Maßstäben und Inhalten für sämtliche Land- und Luftstreitkräfte des Österreichischen Bundesheeres.
Diese Spektrum reicht von herkömmlichen Handkarten für Soldaten oder militärische Orientierungsläufer bis hin zu digitalem Kartenmaterial, das in die Eurofighter-Flugzeuge oder Blackhawk-Hubschrauber eingespielt wird.
Im Rahmen eines Verwaltungsübereinkommens und einer engen Kooperation mit dem Bundesamt für Eich- und Vermessungswesen (BEV), werden gemeinsam „Österreichische Karten“ (ÖK) aufbereitet und produziert. Zudem werden, bereits überwiegend in internationaler Kooperationen mit anderen Staaten, aber auch rein national, so genannte „Militärische Landesbeschreibungen“ (MLB) für verschiedenste Staaten und mögliche Einsatzmissionen erstellt.
Im Rahmen des Europäischen Satellitenprogramms Galileo werden die operationellen Anteile der Aufgaben der „Galileo Public Regulated Service Behörde“ (PRS-Behörde) wahrgenommen.

## Portfolio

### Militärische Kernaufgaben im Einsatz
Der Fokus des IKT-Leistungsportfolios (Sicherstellung des Vorhabensportfolios und Servicekatalogs, IT-Service-Management (ITSM)) liegt auf den für das Verteidigungsressort wichtigen
- Einsatzwichtigen Services,
- Unternehmenskritischen Services und
- Ressortspezifischen Services.

„Allgemeine Services“ und „Handelsübliche Produkte“ – Commercial off-the-shelf (COTS) – werden zumeist über das Bundesrechenzentrum (BRZ) zugekauft und sichergestellt oder werden extern zugekauft, oder im Rahmen von „Shared Services im Bund“ in Anspruch genommen.
„Militärisch übliche Produkte“ – Military off-the-Shelf (MOTS) – werden oft im Rahmen internationaler Regierungsgeschäfte („Gov2Gov“) zugekauft. Die Sicherstellung aller dieser Services erfolgt im Verteidigungsressort immer mit besonderem Hinblick auf die abgestuft definierten Sicherheitsanforderungen. Daher haben IKT-Sicherheitserhebungen, Evaluierungen und IKT-Sicherheitsaudits einen besonderen Stellenwert im IKT&CySihZ und im BMLV. Das IKT&CySihZ nimmt daher auch u. a. die so genannte InfoSec-Authority (IA) im BMLV wahr.

### Aufgaben im täglichen Betrieb
Neben den einsatzorientierten Leistungen ist das IKT&CySihZ für die österreichweite Betreuung zuständig von:
- ca. 22.000 Anwendern an 140 Lokationen
- ca. 24.000 PC- und Notebook-Arbeitsplätzen (stationär und mobil) mit mehr als 600 Softwareprodukten
- ca. 90 IKT-Services (darunter u. a. alle IKT-Sicherheitssysteme und Firewalls oder Endpoint Detection and Response Systeme (EDR), interne wie externe Mailsysteme, aber auch der eigene „Elektronische Akt“ (ELAK) des Ressorts etc.)
- ca. 30.000 Datenbanktabellen mit rund 70 TB netto in zentralen Datenbankmanagementsystemen (DBMS)
- ca. 1000 Smartphones und BOS-Geräte
- ca. 1000 Server
- ca. 3000 Router und Switches
- ca. 200 Richtverbindungsnetzelementen

Damit ist das IKT&CySihZ verantwortlich für:
- die Sicherstellung der Führungsfähigkeit im ÖBH
- die Koordination und Bereitstellung von IKT-Serviceanforderungen bei Übungen und Einsätzen
- das Planen, Entwickeln, Integrieren und Betreiben von IKT-Services und aller Netze im Österreichischen Bundesheer
- den Betrieb des ortsfesten österreichweiten Richtfunk-Netzes und eines zentralen Rechenzentrums
- die Wahrnehmung der Betriebsüberwachungszentralen (BÜZ) auf Basis 24/7
- die Abwehr von Cyber-Angriffen und militärischer Eigenschutz
- die Erstellung von Beiträgen für das Cyber-Lagebild für das operative Lagebild
- die Bereitstellung von Geoinformationen für das ÖBH
- die Unterstützung gesamtstaatlich mit Amtshilfe und Assistenzeinsatz

## Struktur und Personal
- Führungsabteilung (FüAbt)

Die Führungsabteilung unterstützt den Kommandanten des Zentrums in der Führung und Koordination der Bereiche und übernimmt die allgemeinen Managementaufgaben im Zentrum.
- IKT & Cyber-Nutzungsmanagement (IKT&CyNuMngt)

Das IKT & Cyber-Nutzungsmanagement ist verantwortlich für die Koordinierung der Bereiche des IKT&CySihZ, die Aufrechterhaltung des Lagebildes, die Planung der Übungs- und Einsatzvorhaben und der transparenten Darstellung des Vorhabenportfolios.
- Militärisches Cyber-Zentrum (MilCyZ)

Das Militärische Cyberzentrum bildet den Kern der Cyber-Verteidigungsfähigkeit des Bundesheeres in den Bereichen IKT-Sicherheit und Cyber-Operations.
- Bereich IKT-Betrieb (IKTBetr)

Der Bereich IKT-Betrieb hält die ortsfesten IKT-Services des Bundesheeres im Normbetrieb, Übungsbetrieb, Krisenmodus bis hin zum Einsatz am Laufen.
- Bereich Applikationen (Appl)

Der Bereich Applikationen entwickelt primär militärspezifische Applikationen für einsatzrelevante oder unternehmenskritische Bereiche und implementiert sonstige SW-Standardlösungen.
- Bereich IKT-Technik (IKTTe)

Dem Bereich IKT-Technik obliegen die Angelegenheiten der technischen Konzeption, Planung und Implementierung der gesamten IKT-Infrastruktur (vom Rechenzentrum über Server bis zum Benutzer) inklusive Radar, Richtfunk, Netzen und Truppenfunk auf Grundlage der Planungsergebnisse.
- Institut für Militärisches Geowesen (IMG)

Das Institut für Militärisches Geowesen hat einen wesentlichen Anteil am Kampf um Informationsüberlegenheit und stellt alle für die Ausbildung und Einsätze des Bundesheeres notwendigen Geo-Informationen in analoger und digitaler Form zur Verfügung.
Das IKT&CySihZ ist ein anerkanntes Kompetenzzentrum und attraktiver Arbeitgeber für die Domäne Cyber.
Hochspezialisierte Expertinnen und Experten arbeiten an „Best Practices“-Lösungen für das Bundesheer. Eine gute Durchmischung von Soldatinnen und Soldaten mit Zivilpersonal zeichnet diese performante und kreative Organisation aus.
Fachlich einschlägige Cyber-Rekruten, Lehrlinge, Praktikanten und Absolventen von Bildungseinrichtungen (Fachschulen, HTLs etc.) und akademischen Ausbildungsstätten (Fachhochschulen, Universitäten) bringen als junge und neue Mitarbeiter aktuellste Wissensstände in die Organisation ein.
Mitarbeiterinnen und Mitarbeiter mit Erfahrungen aus verschiedensten fachlichen Arbeitsbereichen und Führungsebenen, fachlich beschlagene Quereinsteiger aus der Privatwirtschaft oder rückkehrende Mitarbeiterinnen und Mitarbeiter aus der Karenz, wie auch truppenerfahrene Soldaten, arbeiten in leistungsfähigen dynamischen Teams mit täglich neuen Aufgabenstellungen zusammen. Dazu machen Auslandsverwendungen, interessante nationale und internationale Übungen, ein rasches Übernehmen von Führungsverantwortung, und das Arbeiten im Cyber-Raum mit täglich neuen Herausforderungen, den Dienst bei den Cyber-Kräften höchst attraktiv.

## Kooperation – Zusammenarbeit – Partnerschaften
Das IKT und Cybersicherheitszentrum setzt auf Kooperation und Zusammenarbeit. Dies erfolgt in den Formaten „IKT&CySihZ mit anderen nationalen Zivilen Organisationen, Stellen, Bildungs- und Forschungseinrichtungen, wie auch den akademischen Einrichtungen“, als auch in Formaten „IKT&CySihZ mit anderen internationalen Militärischen Organisationen“. Eine langjährige und besondere Zusammenarbeit, wird im so genannten DACH-Format (Deutschland, Österreich und Schweiz) gepflegt.
Auch Partnerschaften sind ein Thema. Das IKT&CySihZ pflegt eine Partnerschaft mit der HTBLVA Spengergasse in Wien. Das Institut für Militärisches Geowesen (IMG) im IKT&CsySihZ unterhält eine Partnerschaft mit dem Bundesamt für Eich- und Vermessungswesen (BEV).

## Forschung und Entwicklung
Im Bereich Forschung und Technologie-Entwicklung ist das IKT&CySihZ höchst aktiv. Forschungsprojekte verschiedenster Art werden hier z. B. über das
- FORTE – Verteidigungsforschungsprogramm,
- Nationale Sicherheitsforschungsprogramm KIRAS,
- ACCSA – Austrian Cyber Crises Support Activities-Programme,
- ASAP – Austrian Space Application Programme

oder verschiedenste Forschungsprogramme des BMLV mit Hochtechnologiefirmen verfolgt.
Enge Zusammenarbeit mit der Joanneum Research Forschungsgesellschaft, dem Austrian Institute of Technology (AIT) und weiteren universitären Einrichtungen werden zukunftsorientiert gepflegt.
Zwei konkrete Forschungsprojekte haben das Ziel eigene Satelliten für Kommunikation, Navigation und Satellitenbilder zu entwickeln.
Gemeinsam mit den niederländischen Streitkräften wird ein Projekt mit dem Namen „LEO2VLEO“ (Low Earth Orbit to Very Low Earth Orbit) durchgeführt – die Satelliten fliegen zwischen rund 500 und 200 Kilometer Höhe. Der Start der Satelliten ist für Ende 2026 beziehungsweise Anfang 2027 geplant.
Ein weiteres rein österreichisches Projekt ist „BEACONSAT“, das das Bundesheer gemeinsam mit zivilen Unternehmen umsetzt. Geplant ist der Bau eines Satelliten, der für die Navigation über Satellitensignale zuständig ist, der Start ist für Ende 2026 vorgesehen.
Über die internationale Zusammenarbeit mit anderen Streitkräften, aber auch im Rahmen der Teilnahme an
- Aktivitäten der Europäischen Union,
  - mit der European Defence Agency (EDA) – in verschiedenen
  - PESCO-Vorhaben oder der
  - European Cyber Ranges Federation (ECRF),

oder im Rahmen des
- NATO – Partnership-for-Peace-Programms

werden Trends, Entwicklungen und Erfordernisse für die Interoperabilität national für die Führungssysteme des ÖBH berücksichtigt.
Für multinationale Einsätze ist die Interoperabilität von IKT-Mitteln immer zu berücksichtigen. Ziel ist es auch hier, alle IKT-Mittel nach den Interoperabilitäts-Grundsätzen auszuprägen. Zumindest der Level „Compatibility“ innerhalb der teilnehmenden militärischen Kräfte ist zu erreichen. Der Level „Interchangeability“ wäre anzustreben und zumindest mit jenen Streitkräften zu erreichen, mit denen man öfter oder regelmäßig in verschiedenste Einsatzmissionen geht.

## Geschichte
Das IKT und Cybersicherheitszentrum (IKT&CySihZ) wurde als Nachfolgeorganisation zum Kommando Führungsunterstützung und Cyber Defence mit 1. April 2019 in das Kommando Streitkräftebasis des Österreichischen Bundesheeres im Bundesministerium für Landesverteidigung (BMLV) eingegliedert.
Im Zuge der Überleitung des BMLV in eine neue Struktur im Jahr 2022 wurde das IKT&CySihZ der Direktion 6 – IKT & Cyber im Generalstab zugeordnet.
| Leiter des IKT&CySihZ         | von–bis               |
| ----------------------------- | --------------------- |
| Generalmajor Hermann Kaponig  | 01.04.2019–31.03.2025 |
| Brigadier Friedrich Teichmann | 01.04.2025–heute      |